# Рутковщизна
Рутковщизна (пол. Rutkowszczyzna) — село в Польщі, у гміні Суховоля Сокульського повіту Підляського воєводства.
Населення — 117 осіб (2011).
У 1975-1998 роках село належало до Білостоцького воєводства.

## Демографія
Демографічна структура станом на 31 березня 2011 року:
|          | Загалом | Допрацездатний вік | Працездатний вік | Постпрацездатний вік |
| -------- | ------- | ------------------ | ---------------- | -------------------- |
| Чоловіки | 57      | 17                 | 33               | 7                    |
| Жінки    | 60      | 20                 | 26               | 14                   |
| Разом    | 117     | 37                 | 59               | 21                   |